# Apocalipsi de Zorobabel
L'Apocalipsi de Zorobabel és un llibre medieval (segle VII) que recull els ensenyament escatològics jueus en boca suposadament de Zorobabel, el personatge bíblic. En el context de les guerres entre musulmans i romans d'Orient, les comunitats jueves van recuperar les esperances en l'arribada propera del Messies, tal com reflecteixen diverses obres de l'època. L'apocalipsi de Zorobabel, concretament, datava la vinguda en l'any 1058, que són 990 anys després de la destrucció del temple. Aquest s'hauria d'enfrontar a Gog i Armilus en dur combat. Armilus, segons el text, seria fill del dimoni i una de les estàtues més belles de la Verge Maria, fet que li atorga una gran força. Per això sembla vèncer en un primer moment però el Messies acaba guanyant.